# Rivière Lévesque
Rivière Lévesque är ett vattendrag i Kanada.   Det ligger i provinsen Québec, i den sydöstra delen av landet, 240 km öster om huvudstaden Ottawa.
Trakten runt Rivière Lévesque består till största delen av jordbruksmark. Runt Rivière Lévesque är det glesbefolkat, med 11 invånare per kvadratkilometer.